# 2007年安大略省大選
2007年安大略省大选已于2007年10月10日举行，以選出第39屆安大略省議會議員。
省選結果顯示，自由黨連任並贏得了省議會的大部份席位，使其黨魁麥堅迪繼續擔任安大略省省長，維持其多數派政府地位。安大略進步保守黨繼續作為官方反對黨，安大略新民主黨為第三黨。
这次选举的选民投票率在安大略省选举中排名第三低，创下了当时最低投票率的纪录，有资格投票的人为52.8%。这打破了1923年省大选中54.7%的纪录， 但最终在2011年和2022年省大選中被超越。